# Комбретум бархатнолистный
Комбре́тум бархатноли́стный, или мса́на (лат. Combretum molle) — вид вечнозелёных и листопадных растений семейства Комбретовые (Combretaceae).

## Распространение
Распространён на Аравийском полуострове, по африканскому континенту до северной и восточной части Южной Африки.

## Описание
Средних размеров лиственное дерево, в высоту достигающее от 1 до 1,75 метра. Плод — стручок с четырьмя крылышками 1,5—2 см в диаметре.

## Экология и место произрастания
Широко распространён в саваннах и лесной местности.

## Использование
Является кормовым растением для гусениц бабочки гаманумида дедал (Hamanumida daedalus).